# Vocabulaire et concepts du bouddhisme
La plus grande partie du vocabulaire et des concepts du bouddhisme est difficilement traduisible en un seul terme en français. Une expression composée et une phrase d'explication permet de rendre le sens et la portée des termes originaux.
Cet article liste des concepts bouddhiques, dont les plus importants, avec une courte définition et une traduction dans les langages asiatiques.

## Conventions
Les langues mentionnées et leurs abréviations sont :
| Fr. | français   |                                                                          |
| P.  | pali       | utilisés dans le canon du bouddhisme Theravāda                           |
| Th. | thaï       | utilisés dans le canon du bouddhisme Theravāda                           |
| S.  | sanskrit   | principalement utilisé dans le bouddhisme Mahāyāna                       |
| Tib | tibétain   | du bouddhisme Vajrayana                                                  |
| Cn. | chinois    | utilisés notamment dans le T'chan, le Zen et les écoles de la Terre pure |
| Jp. | japonais   | utilisés notamment dans le T'chan, le Zen et les écoles de la Terre pure |
| Vi. | vietnamien | utilisés notamment dans le T'chan, le Zen et les écoles de la Terre pure |

## Liste alphabétique
- Haut – A
- B
- C
- D
- E
- F
- G
- H
- I
- J
- K
- L
- M
- N
- O
- P
- Q
- R
- S
- T
- U
- V
- W
- X
- Y
- Z

### A
| Définition |                                                                                    | |
| --- | ---------------------------------------------------------------------------------- | --- |
| Abhidharma, la doctrine, l'enseignement le plus avancé; compilé dans divers livres religieux. | - Pāli: Abhidhamma - Sanskrit: Abhidharma - Tibétain: chos mngon pa                | - Cn: apidamo ou duifa - Jp: abidatsuma                                                                                                 |
| Abhidhamma pitaka, la troisième section du canon pâli (le Tipitaka), consacrée aux exposés psychologiques et philosophiques de l’enseignement du Bouddha. | - Pāli: Abhidhamma-piṭaka - Sanskrit: Abhidharma-piṭaka                            | - 論藏, 論蔵 - Cn: Lùnzàng - Jp: Ronzō - Vi: Luận tạng                                                                                  |
| Abhidhammatthasangaha, un livre qui a été, au cours des siècles, utilisé en introduction de l'enseignement fourni par l'Abhidhamma. | - Pāli: Abhidhammatthasangaha - Sanskrit:                                          | |
| Abhidharmakosha, un livre datant du IVe ou Ve siècle qui explique et commente l'Abhidharma, tout en défendant ses principes et théories. | - Sanskrit: Abhidharma-kosha                                                       | - Cn: Apidamo jushe lun - Jp: Abidatsuma kusharon                                                                                       |
| Abhidharmamahavibhasha, un livre qui traite des principes de l'école Sarvastivada du bouddhisme ancien. | - Sanskrit: Abhidharmamahavibhasha                                                 | - Cn: Apidamo dapiposha lun - Jp: Abhidatsuma daibibasharon                                                                             |
| Abhidharmasamuccaya, un livre qui traite de l'Abhidharma d'un point de vue du bouddhisme mahayana (c. IVe siècle). | - Sanskrit: Abhidharmasamuccaya                                                    | - Cn: Dasheng Apidami ji lung - Jp: Daijo Abhidatsuma juron                                                                             |
| Abhisamayalamkara, un livre touchant le bouddhisme mahayana, du IVe siècle; dont le titre peut être traduit par ::Ornement de la réalisation. | - Pāli: - Sanskrit: Abhisamayalankara                                              | |
| acharya, lit. « le professeur », l'un des deux professeurs d'un nouveau moine ; le second étant appelé upādhyāya. | - Pāli: ācāriya - Sanskrit: ācārya                                                 | - Thai: อาจารย์ ajahn - 阿闍梨, 阿闍梨耶 - Cn: āshélí ou āshélíyē - Jp: ajari ou ajariya - Vi: a-xà-lê                                   |
| Adhitthana, une paramita: c'est-à-dire une des perfections du bouddhisme à atteindre: la détermination. | - Pāli: Adhitthana - Sanskrit: Adhishthana                                         | - Cn: jiachi - Jp: kaji |
| Adinava, un mot signifiant dangers, qui parle entre autres des états d'ivresse de l'humain alors torturé par ses démons intérieurs, mais aussi d'une étape sur la route de la réalisation où le croyant se rend compte des dangers de l'impermanence du monde. | - Pāli: - Sanskrit: Adinava                                                        | - Tib: nyes dmigs - Cn: guoshan |
| Agama, des textes bouddhiques anciens, en sanskrit.[pas clair] | - Sanskrit: Āgama                                                                  | * Pāli: Nikāya[pas clair] - 阿含 - Cn: Āhán - Jp: Agon - Vi: A-hàm                                                                      |
| Agni, dieu du feu chez les hindous. Il est le gardien du sud-est dans le bouddhisme. Le terme désigne également un ensemble de divinités du feu pré-bouddhiques incorporées dans le bouddhisme tibétain.                                                       | - Pāli: - Sanskrit: Agni                                                           | - Tib: me lha - Cn: huoshen - Jp: kashin                                                                                                |
| Agonshu, une nouvelle religion japonaise créée en 1970 par Kiriyama Seiyu, basée sur les livres anciens du bouddhisme: les agamas. | - Pāli: - Sanskrit:                                                                | - Cn: - Jp: Agonshu |
| Ahimsa, la non-violence, la paix prônées par le bouddhisme, le jaïnisme et l'hindouisme. | - Pāli: - Sanskrit: Ahimsa                                                         | - Tib: tshe ba med pa - Cn: buhai - Jp: fugai                                                                                           |
| ālayavijñāna, La conscience base-de-tout ; voir aussi Yogacara | - Pāli, Sanskrit: ālayavijñāna                                                     | - 阿賴耶識, 阿頼耶識 - Cn: ālàiyēshí - Jp: araya-shiki - Vi: a-lại-da thức - Tib: ཀུན་གཞི་རྣམ་པར་ཤེས་པ་, kun gzhi rnam par shes pa          |
| Ambedkar B.R., juriste indien, qui a développé le bouddhisme au XXe siècle. | - Sanskrit:                                                                        | - Cn: - Jp: |
| Amitabha, le bouddha principal des écoles de la Terre pure. | - Sanskrit: amitābha (lit. « lumière infinie ») et amitāyus (lit. « vie infinie ») | - 阿彌陀 ou 阿彌陀佛, 阿弥陀 ou 無量光佛 - Ch: Āmítuó ou Āmítuó fó - Jp: Amida ， Amida-butsu ou 阿彌陀仏 - Vi: A-di-đà ou Phật A-di-đà |
| anagarika, un sans-domicile, proche du moine dans sa conduite; aspirant souvent à devenir un shramanera. | - Sanskrit: anagarika - Pāli: anāgariya                                            | - Tib: khyim med pa - Cn: feijia - Jp: hike                                                                                             |
| anapanasati, une forme de méditation sur la respiration. | - Pāli: ānāpānasati                                                                | |
| Ananda, cousin et disciple du bouddha historique. | - Sanskrit et pāli:: Ananda                                                        | - Tib: Kun dga' bo - Cn: Anan[tuo] - Jp: Anan[da]                                                                                       |
| anatta, le concept bouddhique d'impersonnalité; l'âme n'existe pas. L'anatta est une des trois caractéristiques de l'existence. | - Pāli: anattā - Sanskrit: anātman                                                 | - 無我 - Cn: wúwǒ - Jp: muga - Vi: vô ngã                                                                                               |
| anicca, l'impermanence; tout est changeant; une des trois caractéristiques de l'existence. | - Pāli: anicca - Sanskrit: anitya                                                  | - 無常 - Cn: wúcháng - Jp: mujō - Vi: vô thường                                                                                         |
| Anuruddha, cousin et disciple du bouddha historique. | - Pāli: Anuruddha - Sanskrit: Aniruddha                                            | - Tib: Ma 'gags pa - Cn: Analu - Jp: Anaritsu                                                                                           |
| arahat, une personne ayant atteint l'éveil. | - Pāli: arahat ou arahant - Sanskrit: arhat                                        | - Tib: dgra com pa - 阿羅漢 - Cn: āluóhàn - Jp: arakan - Vi: a-la-hán                                                                   |
| Arbre de la Bodhi L'arbre (Ficus religiosa) sous lequel Gautama atteignit l'éveil | - De bodhi                                                                         | - 菩提樹 - Cn: Pútíshù - Jp: Bodaiju - Vi: Bồ-đề thụ                                                                                    |
| Asanga, érudit indien, fondateur de l'école Chittamatra. | - Sanskrit: Asanga                                                                 | - Tib: Thogs med - Cn: Wuzhao - Jp: Mujaku                                                                                              |
| Ashoka, empereur en Inde au IIIe siècle av. J.-C. ; patron du bouddhisme. | - Sanskrit: Aśoka - Pāli: Asoka                                                    | - Tib: Mya ngan med - Cn: Ayu wang - Jp: Aiku o                                                                                         |
| Ashvajit, un des cinq premiers disciples de Gautama Bouddha. | - Pāli: Assaji - Sanskrit: Aśvajit                                                 | - Tib: Rta thul - Cn: Ashuoshi - Jp: Asetsuji                                                                                           |
| Asita, professeur du père de Gautama Bouddha. | - Sanskrit et pali: Asita                                                          | - Tib: Mdog nag po - Cn: Asituo - Jp: Ashida                                                                                            |
| attention juste La pratique d'être attentif aux pensées et actions à l'instant présent, sans jugement. La septième branche du Noble Chemin Octuple. |                                                                                    | - Pāli: sammā-sati - Sanskrit: samyag-smṛti - 正念 - Cn: zhèngniàn - Vi: chính niệm                                                     |
| Avalokiteshvara, le bouddha de la compassion le plus vénéré par le courant mahayana. | - Sanskrit: Avalokiteśvara - Pali:                                                 | - Tib: Spyan ras gzigs - Cn: Guanshiyin - Jp: Kanzeon                                                                                   |
| Avidya, l'ignorance, la cause de tous les maux. | - Pāli: Avijja - Sanskrit: Avidya                                                  | - Tib: ma rig pa - Cn: wuming - Jp: mumyo                                                                                               |
| Ayodhya, ville de l'Uttar Pradesh qui a accueilli Gautama Bouddha. | - Sanskrit: Ayodhya                                                                | - Cn: - Jp: |

- Haut – A
- B
- C
- D
- E
- F
- G
- H
- I
- J
- K
- L
- M
- N
- O
- P
- Q
- R
- S
- T
- U
- V
- W
- X
- Y
- Z

### B
| Définition |                                                     | |
| --- | --------------------------------------------------- | --- |
| bala, une paramita, ou perfection à atteindre; qui peut se traduire par force ou puissance. La foi fait partie des pancha bala: les cinq forces.                                                                 | - Sanskrit, pali: bala                              | - Tib: stobs - Cn: li - Jp: riki                                                                                          |
| Bhava, le devenir, l'existence. Le dixième lien dans la coproduction conditionnée. Bhava désigne aussi trois états de l'univers.                                                                                 | - Pāli, Sanskrit: bhava                             | - Thai: ภาวนา - 有 : - Cn: yǒu - Jp: u - Vi: hữu                                                                          |
| bhavacakra, roue de l'existence. | - Sanskrit: bhavacakra - Pali: bhavacakka           | - Tib: srid pa'i khor lo - Cn: youlun - Jp: urin                                                                          |
| bhavana, peut-être traduit par méditation, mais ayant d'autres significations. | - Sanskrit, pali: bhāvanā                           | - Tib: sgom pa - Cn: xiuxi - Jp: shuju                                                                                    |
| bhikkhu, lit. "mendiant", Moine bouddhiste | - Pāli: bhikkhu - Sanskrit: bhikṣu                  | - Tib: དགེ་སློང་ dge slong - Thai: ภิกษุ bhiksu - 比丘 : - Cn: bǐ qiū - Jp: biku - Vi: tỉ-khâu ou tỉ-khưu                      |
| bhikkhuni Moniale (ou nonne) bouddhiste | - De bhikkhu - Pāli: bhikkhuni - Sanskrit: bhikṣuni | - Tib: དགེ་སློང་མ་ sde slong ma - Thai: ภิกษุณี bhiksuni - 比丘尼 : - Cn: bǐ qiū ní - Jp: bikuni - Vi: tỉ-khâu-ni ou tỉ-khưu-ni |
| bija, lit. "graine", Métaphore désignant l'origine ou cause des phénomènes, utilisée par exemple par l'école Yogachara. En Tantrisme, phonème dont la vibration est l'essence-semence d'un aspect de la réalité. | - Sanskrit: bīja                                    | - 種子 : - Cn: zhŏngzí - Jp: shushi - Vi: chủng tử                                                                        |
| Bodhgaya, l'endroit où le prince Siddhârta est devenu un bouddha, où il a atteint l'éveil. | - Sanskrit: Buddhagaya                              | - Tib: - Cn: - Jp: |
| bodhi Eveil ou illumination | - Pāli, Sanskrit: bodhi                             | - 菩提 : - Cn: pútí - Jp: bodai - Vi: bồ-đề                                                                               |
| bodhichitta, l'« Esprit d'Éveil » développé par le bodhisattva | - Pāli, Sanskrit: bodhicitta                        | - Tib: བྱང་ཆུབ་ཀྱི་སེམས་ byang chub kyi sems - 菩提心 : - Cn: pudixin - Jp: bodaishin - Vi: bồ-đề tâm                          |
| Bodhidharma, moine né en Inde, fondateur de l'école Chan. | - Sanskrit: Bodhidharma                             | - Tib: - Cn: Putidamo - Jp: Bodaidaruma                                                                                   |
| bodhisattva celui qui pratique avec le vœu de devenir un Buddha afin de libérer tous les êtres de la souffrance en les amenant à l'Éveil.                                                                        | - Pāli: bodhisatta - Sanskrit: bodhisattva          | - 菩薩 : - Cn: púsà - Jp: bosatsu - Vi: bồ-tát                                                                            |
| bodhyanga, les branches de l'illumination ou les facteurs de l'éveil; au nombre de sept. | - Sanskrit: bodhyaṅga - Pali: bojjhanga             | - Tib: byang chub kyi yan lag - Cn: juezhi - Jp: kakushi                                                                  |
| Bouddha, un éveillé, qui a atteint le nirvana; ou encore, Gautama Bouddha | - De √budh: s'éveiller - Pāli, Sanskrit: buddha     | - 佛, 仏 : - Cn: fó - Jp: butsu ou hotoke - Vi: Phật ou bụt                                                               |
| bouddhapada, les empreintes du pieds de Gautama Bouddha, vénérées, surtout à une époque où beaucoup de fidèles étaient illettrés.                                                                                | - Sanskrit: buddhapada                              | - Tib: sangs rgyas kyi zhabs - Cn: fozu - Jp: bussoku                                                                     |
| bouddhisme tibétain, une branche du bouddhisme vajrayana, pratiqué entre autres en Chine et dans le nord de l'Inde.                                                                                              | - Sanskrit:                                         | - Tib: - Cn: - Jp: |
| brahmacharya, une des valeurs prônée par le bouddhisme pour les moines: le célibat ou chasteté. | - Sanskrit: brahmacarya - Pali: brahmacariya        | - Tib: tshangs spyod - Cn: fanxing - Jp: bongyo                                                                           |
| Budai, le bouddha rieur, un moine légendaire, souvent représenté. | - Sanskrit, pali:                                   | - Tib: - Cn: Budai - Jp: Hotei                                                                                            |

- Haut – A
- B
- C
- D
- E
- F
- G
- H
- I
- J
- K
- L
- M
- N
- O
- P
- Q
- R
- S
- T
- U
- V
- W
- X
- Y
- Z

### C
| Définition | Étymologie                                               | Traductions                                                                                  |
| --- | -------------------------------------------------------- | -------------------------------------------------------------------------------------------- |
| caitasika, facteur mental. | - Sanskrit: caitasika - Pāli: cetasikā                   |                                                                                              |
| chan, école bouddhiste chinoise issue du courant mahayana au Ve siècle ; très répandue en Asie du sud-est. | - Sanskrit:                                              | - Tib: - Cn: chan - Jp: zen                                                                  |
| Cinq périodes de 500 ans : cinq sub-divisions des trois époques suivant le parinirvana du Bouddha historique (三時 Cn: sānshí; Jp: sanji; Vi: tam thời) : 1. L'âge de l'illumination (解脱堅固 Cn: jiětuō jiāngù; Jp: gedatsu kengo) 2. L'âge de la méditation (禅定堅固 Cn: chándìng jiāngù; Jp: zenjō kengo) Ces deux périodes constituent la première époque dite « du vrai Dharma » (正法 Cn: zhèngfǎ; Jp: shōhō) 3. L'âge de la lecture, récitation et écoute (des sutras) (読誦多聞堅固 Cn: sòngduōwén jiāngù; Jp: dokuju tamon kengo) 4. L'âge de la construction des temples et des stupas (多造塔寺堅固 Cn: duōzào tǎsì jiāngù; Jp: tazō tōji kengo) Ces deux périodes constituent la deuxième époque dite « du semblant de dharma » (像法 Cn: xiàngfǎ; Jp: zōhō) 5. L'âge des conflits (闘諍堅固 Cn: zhēng jiāngù; Jp: tōjō kengo), caractérisée par des troubles, des famines et des catastrophes naturelles. Cette période correspond au commencement de l'ère de la Fin du Dharma (末法 Cn: mòfǎ; Jp: mappō) pendant laquelle l'enseignement du Bouddha perd tout pouvoir salvateur et finit par disparaître totalement (白法隠没 Cn: báifǎméi; Jp: byakuhō onmotsu). - Les trois époques et les cinq périodes sont décrites dans le Sûtra de la Grande Assemblée (大集經 Cn: dàjíjīng; Jp: Daishutu-kyō, Daijuku-kyō, Daijikkyō, ou Daishukkyō). |                                                          | - 五個五百歳 - Cn: 五個五百歳 wǔ ge wǔ bǎi suì - Jp: 五箇の五百歳 go no gohyaku sai - Vi: ?? |
| cinq préceptes, cinq lois morales à suivre, comme ne pas tuer. | - Sanskrit: pañcaśīla - Pali: pañcasīla                  | - Tib: bslab pa lnga - Cn: wujie - Jp: gokai                                                 |
| coproduction conditionnée, origines interdépendantes, voir Pratītya-samutpāda. | - Pāli: paṭicca-samuppāda - Sanskrit: pratītya-samutpāda | - 因縁, also 緣起, 縁起 - Cn: yīn, also yuánqǐ - Jp: innen, also engi - Vi: duyên khởi       |
| cosmologie, diverse et variée selon les traditions, la cosmologie bouddhiste regroupe pour la plupart trois plans d'existence, le mont Meru et quatre continents. | - Sanskrit et pali: loka, ou lokadhatu                   | - Tib:: 'jig rten - Cn: shijie - Jp sekai                                                    |

- Haut – A
- B
- C
- D
- E
- F
- G
- H
- I
- J
- K
- L
- M
- N
- O
- P
- Q
- R
- S
- T
- U
- V
- W
- X
- Y
- Z

### D
| Définition | Étymologie                                            | Traductions                                                                            |
| --- | ----------------------------------------------------- | -------------------------------------------------------------------------------------- |
| Dalaï-lama, lit. « le lama à la sagesse vaste comme l'océan », le leader le plus important du bouddhisme tibétain                                                                       | - Tibétain : ཏཱ་ལའི་བླ་མ་ taa-la'i bla-ma                | - 達賴喇嘛 - Ch : Dálài Lǎma - Jp : Darai Rama - Vi : Đạt Lai Lạt Ma ou Đạt-lại Lạt-ma |
| dana générosité ou don; peut désigner le développement de la générosité; classé dans les paramitas: les perfections.                                                                    | - Pāli, Sanskrit : dāna                               | - 布施 - Cn : bùshī - Jp : fuse - Vi : bố thí                                          |
| dazangjing, les textes canoniques chinois. | - Sanskrit:                                           | - Tib: - Ch : - Jp : daizokyo                                                          |
| Les Deux vérités, concept pour parler de la réalité visible et la réalité absolue, ultime.                                                                                              | - Sanskrit: satyadvaya - Pali: saccadvaya             | - Tib: bden pa gnyis - Cn: erdi - Jp: nitai                                            |
| dhamma/dharma Peut désigner l'enseignement bouddhique sur les phénomènes ou les phénomènes eux-mêmes.                                                                                   | - De √dhṛ : tenir - Pāli : dhamma - Sanskrit : dharma | - 法 - Cn: fă - Jp: hō - Vi: pháp                                                      |
| dhammapada, un des livres des textes canoniques palis. | - Sanskrit: dharmapada - Pali: dhammapada             | - Tib: chos kyi tshigs su bcad pa - Ch : faju jing - Jp : hokkugyo                     |
| dhammavinaya Le dharma et le vinaya (la "doctrine et discipline") unis. Ce terme désigne l'enseignement du bouddhisme pour les moines.                                                  |                                                       |                                                                                        |
| dhātu éléments ; classés en quatre ou dix-huit éléments | - Pāli, Sanskrit: dhātu                               |                                                                                        |
| dhyana, stade de méditation, (voir samatha); la concentration: une paramita. | - Pāli: jhāna - Sanskrit: dhyana                      | - 禪, 禅 - Ch: chán - Jp: Zen - Vi: thiền-na ou thiền                                  |
| Les Dix Entraves, concept qui définit les liens retenant l'humain dans le samsara. | - Pali: samyojana (entrave)                           | - Tib: kun tu sbyor ba - Ch : jie - Jp : ketsu                                         |
| Dix-huit écoles bouddhistes anciennes, les premières branches du bouddhisme, à ses débuts.                                                                                              |                                                       | - - Ch : - Jp :                                                                        |
| doan Dans le Zen, la personne qui frappe la cloche signalant le début et la fin de zazen                                                                                                | - Japonais: doan                                      |                                                                                        |
| dokusan Entretien entre un étudiant Zen et son maître. C'est un élément important de la pratique, procurant une opportunité d'aborder les difficultés ou de démontrer sa compréhension. | - Japonais: 独参 dokusan                              | - 獨參 - Cn: dúcān - Vi: độc tham                                                      |
| dukkha Souffrance, insatisfaction, voir quatre nobles vérités | - Pāli: dukkha - Sanskrit: duḥkha                     | - 苦 - Cn: kǔ - Jp: ku - Vi: khổ                                                       |
| dvesha, la haine, un des trois poisons. | - Sanskrit: dveṣa - Pāli: dosa                        | - Tib: zhe sdang - Cn: chen - Jp: shin                                                 |
| Dzogchen, un enseignement important du bouddhisme tibétain. | - Sanskrit: dzokchen                                  | - Tib: rdzogs chen - Ch : - Jp :                                                       |

- Haut – A
- B
- C
- D
- E
- F
- G
- H
- I
- J
- K
- L
- M
- N
- O
- P
- Q
- R
- S
- T
- U
- V
- W
- X
- Y
- Z

### F
| Définition                                     | Étymologie | Traductions |
| ---------------------------------------------- | ---------- | ----------- |
| fukudo Dans le Zen, personne qui frappe le han | - Japonais |             |

### G
| Définition | Étymologie             | Traductions                                               |
| --- | ---------------------- | --------------------------------------------------------- |
| gasshō Geste utilisé pour montrer la reconnaissance, les paumes jointes ; utilisé dans le Zen mais partagé par beaucoup de cultures orientales. Le geste exprime également la requête, le respect, la prière. Dans le Shingon, il s'agit d'un mudra ou inkei. Voir Gassho. | - Japonais : gasshō    | - Sanskrit: anjali - 合掌 - Cn: hézhǎng - Vi: hiệp chưởng |
| geshe Diplôme universitaire obtenu après des études longues, durant neuf ans voire plus. | - Tibétain             | - 格西                                                    |
| gongan, lit. "affaire publique", technique de méditation développée dans le Chan/Seon/Zen, consistant en un problème défiant les solutions rationnelles ; voir kōan. | - Chinois 公案 gōng-àn | - 公案 - Jp: kōan - Ko: gong'an - Vi: công án             |

### H
| Définition | Étymologie           | Traduction                                         |
| --- | -------------------- | -------------------------------------------------- |
| han Dans les monastères zen, planche de bois frappée au lever du jour, au coucher du soleil et à la fin de la journée                                                                        | - Japonais           |                                                    |
| Hinayana, lit. "véhicule inférieur", Terme péjoratif utilisé par le Mahâyâna pour désigner les doctrines visant l'illumination comme auditeur ou Bouddha solitaire, par opposition à Bouddha | - Sanskrit: hīnayāna | - 小乘 - Cn: Xiǎochěng - Jp: Shōjō - Vi: Tiểu thừa |

- Haut – A
- B
- C
- D
- E
- F
- G
- H
- I
- J
- K
- L
- M
- N
- O
- P
- Q
- R
- S
- T
- U
- V
- W
- X
- Y
- Z

### I
| Définition | Étymologie                  | Traductionss                        |
| --- | --------------------------- | ----------------------------------- |
| Ino, lit. "celui qui apporte la joie dans l'assemblée", dans le Zen, l'un des leaders d'une sesshin ; dans les temples Zen, la personne chargée de la maintenance du zendo (hall de méditation) | - Japonais                  |                                     |
| Indriya, les facultés d'un humain; une liste de vingt-deux a été établie. | - Sanskrit et pali: indriya | - Tib: dbang po - Cn: gen - Jp: kon |

- Haut – A
- B
- C
- D
- E
- F
- G
- H
- I
- J
- K
- L
- M
- N
- O
- P
- Q
- R
- S
- T
- U
- V
- W
- X
- Y
- Z

### J
| Définition                                                             | Étymologie                                                         | Traductions                                           |
| ---------------------------------------------------------------------- | ------------------------------------------------------------------ | ----------------------------------------------------- |
| Jati, la naissance, un maillon de la coproduction conditionnée.        | - Sanskrit et pāli: jāti                                           | - Tib: skye ba - Ch: sheng - Jp: sho                  |
| Jhana, méditation contemplative ; le plus souvent associée à samatha   | - de √dhyā: réfléchir, contempler - Pāli: jhāna - Sanskrit: dhyāna | - 禪, 禅 - Ch: chán - Jp: Zen - Vi: thiền-na ou thiền |
| Jisha, dans le Zen, personne prenant en charge un moine âgé            | - Japonais                                                         |                                                       |
| Jnana, la connaissance, la compréhension; une paramita, ou perfection. | - Pāli: nana - Sanskrit: jnana                                     | - Tib: ye shes - Ch: zhi - Jp: chi                    |

### K
| Définition |                                                        |                                                                |
| --- | ------------------------------------------------------ | -------------------------------------------------------------- |
| Kalpa, une unité de temps de la cosmologie.                                                                                            | - Pāli: kappa - Sanskrit: kalpa                        | - Tib: bskal pa - Cn: jie - Jp: ko                             |
| Kangyour, première partie des textes canoniques tibétains.                                                                             | - Pāli: - Sanskrit:                                    | - Tib: bka'-gyur - Cn: - Jp:                                   |
| karma, lit. "action", La loi des causes et des effets                                                                                  | - de √kri: faire - Pāli: kamma - Sanskrit: karma       | - 業 - Cn: yè - Jp: gō - Vi: nghiệp                            |
| Karmapa, titre tibétain donné à un maître d'une école bouddhiste.                                                                      | - Sanskrit:                                            | - Tib: - Cn: - Jp:                                             |
| Karuna, la compassion, un des Quatre Incommensurables.                                                                                 | - Sanskrit et pali: karuṇā                             | - Tib: snying rje - Cn: hei - Jp: hi                           |
| kashaya, tenue des moines et des nonnes.                                                                                               | - Sanskrit: kaṣaya - Pāli: kasaya                      | - Tib: ngur smrig - Cn: jiasha - Jp: kesa                      |
| kensho Dans le Zen, illuminaton ; même signification que satōri, mais est parfois utilisé pour décrire une première expérience d'éveil | - Japonais: 見性 kenshō                                | - 見性 - Cn: jiànxìng - Vi: kiến tính                          |
| Khema, nonne et disciple du bouddha historique.                                                                                        | - Sanskrit: Khema                                      | - Tib: - Cn: - Jp:                                             |
| khyenpo, ou khenpo, un titre académique équivalent d'un doctorat en théologie, philosophie, et psychologie                             | - Tibétain                                             | * 堪布                                                         |
| kinhin Méditation Zen pratiquée en marchant                                                                                            | - Japonais: 經行 kinhin ou kyōgyō                      | - 經行 - Cn: jingxing                                          |
| klesha, la souillure de l'esprit; dix sont dénombrées, comme la haine, l'orgueil.                                                      | - Sanskrit: klesha - Pāli: kilesa                      | - Tib: nyon mongs - Cn: fannao - Jp: bonno                     |
| kōan Une histoire, question, un problème insoluble pour la raison mais accessible à l'intuition                                        | - Japonais: 公案 kōan                                  | - 公案 - Cn: gōng-àn - Ko: gong'an - Vi: công án               |
| kshanti, la patience, une paramita ou perfection.                                                                                      | - Sanskrit: kshanti - Pali: khanti                     | - Tib: bzod pa - Cn: renru - Jp: ninniku                       |
| Kushinagar, lieu où Gautama Bouddha est mort et a atteint le parinirvana; une ville sainte.                                            | - Pāli: Kusinara - Sanskrit: Kuśinagarī                | - Tib: Rtswa mchog grong - Cn: Jushinajieluo - Jp: Kushinagara |
| kyosaku Dans le Zen, un bâton utilisé pour frapper les épaules pendant zazen, afin d'aider à vaincre la fatigue ou atteindre le satori | - Japonais: 警策 kyōsaku, nommé keisaku dans le Rinzai | - 警策 - Cn: jǐngcè                                            |

- Haut – A
- B
- C
- D
- E
- F
- G
- H
- I
- J
- K
- L
- M
- N
- O
- P
- Q
- R
- S
- T
- U
- V
- W
- X
- Y
- Z

### L
| Définition | Étymologie            | Traductions                                                |  |
| --- | --------------------- | ---------------------------------------------------------- |  |
| Lama Un enseignant ou maître tibétain ; équivalent du sanskrit guru                                                                 | - Tibétain: བླ་མ་ lama | - Sanskrit: guru - 喇嘛 - Cn: lǎma - Jp: rama - Vi: lạt-ma |  |
| lignée Version officielle d'une branche historique de maîtres bouddhiques ; par extension, peut désigner un ensemble de pratiquants |                       |                                                            |  |
| losar, nouvel an tibétain. | - Sanskrit:           | - Tib: lo-gsar - Cn: - Jp:                                 |  |
| Lumbini, lieu de naissance de Gautama Bouddha, situé au Népal, se dénommant Rummindei aujourd'hui; une ville sainte.                | - Sanskrit: Lumbini   | - Tib: Lum bi'i tshal - Cn: Lanpini yuan - Jp: Ranbinion   |  |

- Haut – A
- B
- C
- D
- E
- F
- G
- H
- I
- J
- K
- L
- M
- N
- O
- P
- Q
- R
- S
- T
- U
- V
- W
- X
- Y
- Z

### M
| Définition |                                                       | |  |
| --- | ----------------------------------------------------- | --- |  |
| Mādhyamaka, la voie du milieu, école bouddhique fondée par Nagarjuna. Un Madhyamika est un partisan de cette doctrine. | - Sanskrit: mādhyamaka                                | - Tib: དབུ་མ་པ་ dbu ma pa - 中觀宗 - Cn: Zhōngguānzōng - Vi: Trung quán tông                                            |  |
| Madhyamapratipad, la voie du milieu, donnée en enseignement par Gautama Bouddha, entre les mortifications et l'hédonisme, signifiant plus généralement que la vérité se trouve entre les extrêmes.                                         | - Sanskrit: mādhyamapratipad - Pali: majjhimapatipada | - Tib: dbu ma'i lam - Cn: zhongdao - Jp: chudo                                                                         |  |
| Mahakashyapa, un important disciple de Gautama Bouddha. | - Sanskrit: Mahākāśyapa - Pali: Mahakassapa           | - Tib: Od srung chen po - Cn: Mohejiashe - Jp: Makakasho                                                               |  |
| Mahaprajapati Gautami, la tante et mère adoptive de Gautama Bouddha, le bouddha historique. | - Sanskrit: Mahaprajapati - Pali: Mahapajapati        | - Tib: Skye dgu'i bdag mo chen mo - Cn: Mohebosheboti - Jp: Makahajahadai                                              |  |
| mahāsiddha Dans le bouddhisme tantrique, yogi excentrique associé aux plus hautes réalisations spirituelles, un siddha étant un détenteur de pouvoir surnaturels, siddhi.                                                                  | - Sanskrit: mahāsiddha                                | - 大成就 - Cn: dàchéngjiù - Vi: đại thành tựu                                                                          |  |
| Mahayana, lit. "grand véhicule", une branche majeure du bouddhisme ; pratiqué en Chine, au Tibet, Japon, Corée, Viêt Nam… | - Sanskrit: mahāyāna                                  | - 大乘 - Cn: Dàshèng - Jp: Daijō - Vi: Đại thừa                                                                        |  |
| Maitreya, Le Bienveillant, le prochain Bouddha | - Pāli: Metteyya - Sanskrit: Maitreya                 | - 彌勒 ou 彌勒佛, 弥勒 ou 慈氏 - Ch: Mi Le ou Mi Le fó - Jp: Miroku ou Miroku-butsu 彌勒仏 - Vi: Di-lặc ou Phật Di-lặc |  |
| maitrī, la bienveillance, une perfection ou paramita, à atteindre. | - Sanskrit: maitrī - Pali: mettā                      | - Tib: byams pa - Cn: ci - Jp: ji                                                                                      |  |
| makyo Dans le Zen, pensées déplaisantes, simples distractions, ou encore illusions se produisant pendant la pratique de zazen | - Japonais: 魔境 makyō                                | |  |
| mala, nom du chapelet bouddhiste. | - Sanskrit, pali: mālā                                | - Tib: 'phreng ba - Cn: man - Jp: man                                                                                  |  |
| Mandala, diagramme circulaire employé à diverses fin dont la méditation. | - Sanskrit: mandala                                   | - Tib: dkyil 'khor - Cn: mantuluo - Jp: mandara                                                                        |  |
| Mantra: formule mystique ou incantation magique, à réciter. | - Sanskrit: mantra                                    | - Tib: sngags - Cn: zhenyan - Jp: shingon                                                                              |  |
| mappo L'ère de la fin du dharma. Une période supposée commencer 2000 ans après la mort du Bouddha historique et durant 10000 ans. Il est considéré que durant cette ère dégénérée le chaos rendra l'éveil impossible. Voir Trois périodes. | - Japonais: 末法 mappō                                | - 末法 - Cn: mòfǎ |  |
| Māra, l'esprit tentateur pour le bouddha historique. | - Sanskrit et pali: Māra                              | - Tib: Bdud - Cn: Mo - Jp: Ma                                                                                          |  |
| Marga, le chemin, la voie spirituelle à suivre pour atteindre le nirvana; une des quatre nobles vérités. | - Sanskrit: marga - Pali: magga                       | - Tib: lam - Cn: dao                                                                                                   |  |
| Maya, la mère de Gautama Bouddha. | - Sanskrit: Maya                                      | - Tib: Sgyu 'phrul ma - Cn: Moye - Jp: Maya                                                                            |  |
| méditation, plusieurs termes correspondent à ce mot: bhavana, dhyana, samadhi, par exemple. | - Sanskrit:                                           | - Tib: - Cn: |  |
| Moggallana, un disciple important de Gautama Bouddha. | - Sanskrit: Mahamaudgalyayana - Pali: Mahamoggallana  | - Tib: Mo'u 'gal gyi bu chen po - Cn: Mohemujianlian - Jp: Makamokenren                                                |  |
| moksha Libération | - Sanskrit: moksha                                    | * Pāli: vimutti - 解脱 - Cn: jiětuō - Jp: gedatsu - Vi: giải thoát                                                     |  |
| mokugyo Instrument à percussion en bois généralement de la forme d'un poisson | - Japonais: 木魚                                      | - 木魚 - Cn: mu-yü - Vi: mõ                                                                                            |  |
| mondo Dans le Zen, court dialogue entre un élève et son maître. | - Japonais: 問答 mondō                                | |  |
| moulin à prières, appareil muni d'une roue, utilisée pour répéter les mantras. | - Sanskrit:                                           | - Tib: ma ni 'khor lo - Cn: - Jp:                                                                                      |  |
| Mudita, joie sympathisante, un des Quatre Incommensurables. | - Sanskrit et pali: muditā                            | - Tib: dga' ba - Cn: xi - Vi: ki                                                                                       |  |
| mudra, positions codifiée des mains dans la danse, l'iconographie, le yoga ou durant les rituels. | - Sanskrit: mudrā - Pali: mudda                       | - Tib: phyag rgya - Cn: yin - Jp: in                                                                                   |  |

- Haut – A
- B
- C
- D
- E
- F
- G
- H
- I
- J
- K
- L
- M
- N
- O
- P
- Q
- R
- S
- T
- U
- V
- W
- X
- Y
- Z

### N
| Définition | Étymologie                                                                  | Traductions |  |
| --- | --------------------------------------------------------------------------- | --- |  |
| Namarupa, un concept utilisé dans cinq agrégats et la coproduction conditionnée. Il peut être traduit par: le nom et la forme, ou, esprit et corporel. | - Sanskrit et pali: nāmarūpa                                                | - Tib: ming gzugs - Cn: mingse - Jp: myoshiki |  |
| Nanda, demi-frère de Gautama Bouddha. | - Sanskrit et pali: Nanda                                                   | - Tib: Dga' bo - Cn: Nantuo - Jp: Nanda |  |
| Nature de bouddha, la capacité d'atteindre l'Éveil | - Sanskrit: buddhatā ou buddha-svabhāva ou tathāgatagarbha                  | - 佛性, 仏性 - Cn: fóxìng - Jp: busshō - Vi: Phật tính                                                                                                |  |
| Namo, expression montrant la révérence, dévotion. Souvent placé sur le front d'un objet de vénération, comme le front d'un Bouddha ou un sûtra (Nam(u) Myōhō Renge Kyō). Défini dans le bouddhisme sino-japonais comme 帰命 kimyō: baser sa vie sur, se dévouer Derivés: - Namo Amitabha | - Pāli: namo - Sanskrit: namaḥ ou namas Dérivés: - Sanskrit: namas amitābha | - 南無、禮敬 - Cn: nammu - Jp: namu ou nam - Vi: nam-mô Dérivés: - 南無阿弥陀佛 - Cn: Nàmó Āmítuó fó - Jp: Namu Amida butsu - Vi: Nam-mô A-di-đà Phật |  |
| Navayāna, courant bouddhiste fondé en Inde, appelé aussi Mouvement bouddhiste dalit. | - Pāli: navayāna                                                            | |  |
| Nichiren, nom d'un moine japonais qui a créé le bouddhisme de Nichiren, très répandu au Japon. |                                                                             | |  |
| Nikaya, lit. "volume", les textes bouddhiques en pāli. | - Pāli: nikāya                                                              | - Sanskrit: āgama - 部經 - Cn: Bùjīng - Vi: Bộ kinh                                                                                                   |  |
| Nirodhasatya, une des quatre nobles vérités, l'extinction des souffrances, acquises une fois leur source identifiée: le désir ou l'avidité (tanha). | - Sanskrit: nirodhasatya - Pali: nirodhasacca                               | - Tib: 'gog pa'i bden pa - Cn: miedi - Jp: mettai |  |
| Nirvana extinction de l'ignorance: l'illumination. | - Pāli: nibbāna - Sanskrit: nirvana                                         | - Thaï: นิพพาน Nípphaan - 涅槃 - Cn: Nièpán - Jp: Nehan - Vi: Niết-bàn                                                                                 |  |
| Nīvaraṇa, les cinq obstacles qui perturbent l'esprit. | - Sanskrit et pali: nīvaraṇa                                                | - Tib: - Cn: - Jp: |  |
| Noble Chemin Octuple 1. Compréhension juste (Pāli: sammā-diṭṭhi; Sanskrit: samyag-dṛṣṭi; 正見 Cn: zhèngjiàn; Vi: chính kiến) 2. Pensée juste (Pāli: sammā-saṅkappa; Sanskrit: samyak-saṃkalpa; 正思唯 Cn: zhèngsīwéi; Vi: chính tư duy) Ces deux constituent la voie de la Sagesse (Pāli: paññā; Sanskrit: prajñā) 3. Parole juste (Pāli: sammā-vācā; Sanskrit: samyag-vāk; 正語 Cn: zhèngyǔ; Vi: chính ngữ) 4. Action juste (Pāli: sammā-kammanta; Sanskrit: samyak-karmānta; 正業 Cn: zhèngyè; Vi: chính nghiệp) 5. Moyen d'existence juste (Pāli: sammā-ājīva; Sanskrit: samyag-ājīva; 正命 Cn: zhèngmìng; Vi: chính mệnh) Ces 3 constituent la voie de la Discipline (Pāli: sīla; Sanskrit: śīla) 6. Effort juste (Pāli: sammā-vāyāma; Sanskrit: samyag-vyāyāma; 正精進 Cn: zhèngjīngjìn; Vi: chính tinh tiến) 7. Attention juste (Pāli: sammā-sati; Sanskrit: samyag-smṛti; 正念 Cn: zhèngniàn; Vi: chính niệm) 8. Concentration juste (Pāli: sammā-samādhi; Sanskrit: samyak-samādhi; 正定 Cn: zhèngdìng; Vi: chính định) Ces 3 constituent la voie de la Concentration (Pāli, Sanskrit: samādhi) |                                                                             | - Pāli: aṭṭhāṅgika-magga - Sanskrit: aṣṭāṅgika-mārga - 八正道 - Cn: Bāzhèngdào - Jp: Hasshōdō - Vi: Bát chính đạo                                     |  |

- Haut – A
- B
- C
- D
- E
- F
- G
- H
- I
- J
- K
- L
- M
- N
- O
- P
- Q
- R
- S
- T
- U
- V
- W
- X
- Y
- Z

### O
| Définition | Étymologie                    | Traduction                                                                |
| --- | ----------------------------- | ------------------------------------------------------------------------- |
| om mani padme hum, le plus connu des mantras. | - Sanskrit: oṃ maṇi padme hūṃ | - Tib: om mani padme hum - Cn: an mani bami hong - Jp: on mani padomei un |
| oryoki, jeu de bols utilisés dans la cérémonie zen du repas | - Japonais: 応量器 ōryōki     | 應量器 - Cn: yìngliàngqì                                                  |
| osho Terme employé pour s'adresser aux moines Zen. Originairement restreint aux moines supérieurs, le terme est approprié pour n'importe quel membre masculin du clergé zen | - Japonais: 和尚 oshō         | 和尚 - Cn: héshàng                                                        |

- Haut – A
- B
- C
- D
- E
- F
- G
- H
- I
- J
- K
- L
- M
- N
- O
- P
- Q
- R
- S
- T
- U
- V
- W
- X
- Y
- Z

### P
| Définition |                                                          | |  |
| --- | -------------------------------------------------------- | --- |  |
| Padmasambhava, maitre bouddhiste indien qui a introduit cette religion au Tibet; y fondant une école; connu sous le nom de Guru Rinpoché. | - Sanskrit: Padmasambhava                                | - Tib: Padma 'byung gnas - Cn: - Jp: |  |
| pagode, nom d'un stupa, ou reliquaire en Asie de l'est. | - Sanskrit:                                              | - Tib: - Cn: - Jp: |  |
| Pali, langue ancienne d'Inde. | - Sanskrit: - Pali: pāli                                 | - Tib: - Cn: - Jp: |  |
| panca skandha Les cinq agrégats qui constituent un individu : 1. "forme": Pāli, Sanskrit: rūpa; 色 Cn: sè ; Jp: shiki 2. "sensation": Pāli, Sanskrit: vedanā; 受 Cn: shòu ; Jp: ju 3. "perception": Pāli: saññā; Sanskrit: saṃjñā; 想 Cn: xiǎng ; Jp: sō 4. "activités volitionelles": Pāli: saṅkhāra; Sanskrit: saṃskāra; 行 Cn: xíng ; Jp: gyō 5. "conscience": Pāli: viññāṇa; Sanskrit: vijñāna; 識 Cn: shì ; Jp: shiki | - Sanskrit: pañca skandha - Pāli: pañca khandha          | 五蘊, 五陰, 五薀 - Cn: wǔyùn - Jp: go-on ou go-un - Vi: ngũ uẩn                                                                                     |  |
| Panchen Lama, titre tibétain donné à une importante lignée d'abbés. | - Sanskrit:                                              | - Tib: - Cn: - Jp: |  |
| paramartha Ultime, par opposition à conventionnel ; concerne la réalité ou la vérité ; voir aussi samvrti | - Sanskrit: paramārtha                                   | |  |
| paramita, lit. "allé au-delà" ou "atteint l'autre rive", généralement traduit par "perfection". -Au-delà du samsara, la pratique mahayana visant le nirvana. Une paramita est la pratique d'une vertu. | - Pāli: parami - Sanskrit: pāramitā                      | 波羅蜜 - Cn: bōluómì - Jp: haramitsu - Vi: ba la mật                                                                                                |  |
| parinirvana Le nirvana "complet" (après la mort) | - De nirvana - Pāli: parinibbāna - Sanskrit: parinirvāṇa | 般涅槃、究竟涅槃 - Cn: bō niè pán - Jp: hatsunehan - Vi: bát-niết-bàn                                                                               |  |
| paritta, lit. protection; la pratique de réciter des extraits de sutras. | - Pāli: paritta - Sanskrit: paritrana                    | - Tib: yongs su skyob pa - Cn: minghu - Jp: myogo                                                                                                   |  |
| passaddhi, la tranquillité, une des sept facteurs de l'éveil. | - Pāli: passadhi - Sanskrit: praśrabdhi                  | - Tib: shin tu sbyang ba - Cn: quing'an - Jp: kyoan                                                                                                 |  |
| piliers d'Ashoka, une vingtaine subsistent en Inde; démontrant le pouvoir et la foi du roi Ashoka. | - Sanskrit:                                              | - Tib: - Cn: |  |
| pranidhana, une paramita, ou perfection à atteindre: l'aspiration solennelle, le vœu à atteindre tel ou tel but religieux. | - Pāli: panidhana - Sanskrit: pranidhana                 | - Tib: smon lam - Cn: yuan - Jp: gan |  |
| prajna, la sagesse; une paramita ou perfection à atteindre. | - Pāli: paññā - Sanskrit: prajñā                         | 般若 - Cn: bānrùo - Jp: hannya - Vi: bát-nhã |  |
| pratītya-samutpāda "Coproduction conditionnelle", la présentation du caractère conditionné et conditionnant de chaque phénomène. Parfois traduit "origines interdépendantes", "Genèse conditionnée".. Une célèbre formulation de la coproduction conditionnelle sont les douze chaînons (sanskrit: dvādaśāṅgapratītyasamutpāda; 十二因縁 Cn: shíèryīnyúan ; Jp: jūni innen; Vi: thập nhị nhân duyên), lesquels sont : 1. Ignorance (Pāli: avijjā; sanskrit: avidyā; 無明 Cn: wúmíng ; Jp: mumyō; Vi: vô minh) 2. L'ignorance conditionne les formations (pāli: saṅkhāra; sanskrit: saṃskāra; 行 Cn: xíng ; Jp: gyō; Vi: hành) 3. Les formations conditionnent la conscience (pāli: viññāṇa; sanskrit: vijñāna; 識 Cn: shì ; Jp: shiki; Vi: thức) 4. La conscience conditionne le nom et la forme (pāli, sanskrit: nāmarūpa; 名色 Cn: míngsè ; Jp: myōshiki; Vi: danh sắc) 5. Le nom et la forme conditionnent les portes sensorielles (pāli: saḷāyatana; sanskrit: ṣaḍāyatana; 六入 ou 六処 Cn: lìurù ou lìuchù ; Jp: rokunyū ou rokusho; Vi: lục căn) 6. Les portes sensorielles conditionnent le contact (pāli: phassa; sanskrit: sparśa; 觸 or 触 Cn: chù ; Jp: soku; Vi: xúc) 7. Le contact conditionne la sensation (pāli, sanskrit: vedanā; 受 Cn: shòu ; Jp: ju; Vi: thụ) 8. La sensation conditionne la soif (pāli: taṇhā; sanskrit: tṛṣṇā; 愛 Cn: aì ; Jp: ai; Vi: ái) 9. La soif conditionne l'attachement (pāli, sanskrit: upādāna; 取 Cn: qǔ ; Jp: shu; Vi: thủ) 10. L'attachement conditionne le devenir (pāli, sanskrit: bhava; 有 Cn: yǒu ; Jp: u; Vi: hữu) 11. Le devenir conditionne la naissance (pāli, sanskrit: jāti; 生 Cn: shēng ; Jp: shō; Vi: sinh) 12. La naissance conditionne la vieillesse, la maladie et la mort (pāli, sanskrit: jarāmaraṇa; 老死 Cn: lǎosǐ ; Jp: rōshi; Vi: lão tử) | - Pāli: paṭicca-samuppāda - Sanskrit: pratītya-samutpāda | 縁起 (peut-être une abréviation de 因縁生起) - Cn: yúanqǐ - Jp: engi - Vi: duyên khởi - Aussi nommé 因縁 - Cn: yīnyúan - Jp: innen - Vi: nhân duyên |  |
| priti, la joie, un des sept facteurs de l'éveil. | - Sanskrit: priti - Pāli: piti                           | - Tib: dga' ba - Cn: xi - Jp: ki |  |
| puja, une célébration avec des offrandes. | - Sanskrit: pūjā                                         | - Tib: mchod pa - Cn: gongyang - Jp: kuyo |  |
| punya, le mérite; l'accumulation de bon karma. | - Pāli: punna - Sanskrit: punya                          | - Tib: bsod nams - Cn: fu - Jp: fuku |  |
| purisa L'ensemble des bouddhistes pratiquants ; sangha et laïcs | * 佛教徒                                                 | |  |
| Purna, un disciple célèbre de Gautama Bouddha. | - Sanskrit: Purna - Pāli: Punna                          | - Tib: Gang po - Cn: Fulouna - Jp: Furuna |  |

- Haut – A
- B
- C
- D
- E
- F
- G
- H
- I
- J
- K
- L
- M
- N
- O
- P
- Q
- R
- S
- T
- U
- V
- W
- X
- Y
- Z

### Q
| Definition | Étymologie                                                                 | Traduction                                              |
| --- | -------------------------------------------------------------------------- | ------------------------------------------------------- |
| Quatre êtres nobles, désigne un pratiquant ayant atteint un haut niveau, l'illumination, ou le chemin de la vision. | - Sanskrit: aryapudgala ou caturāryapudgala - Pāli: ariyapuggala           | - Tib: 'phags pa'i gang zag - Cn: xiansheng - Jp: kenjo |
| Quatre Incommensurables, quatre qualités morales à développer: la bienveillance, la compassion, la joie altruiste et l'équanimité. | - Sanskrit: apramāņa ou brahmavihara - Pāli: appamaññā                     | - Tib: tshad med pa - Cn: wuliangxin - Jp: muryoshin    |
| Quatre nobles vérités 1. Souffrance: Dukkha (Sanskrit: duḥkhāryasatya; Thai: ทุกข์; 苦諦 Cn: kǔdì ; Jp: kutai; Vi: khổ đế) 2. Apparition de l'attachement : Samudaya (Sanskrit: samudayāryasatya; Thai: สมุทัย; 集諦 Cn: jídì ; Jp: jittai; Vi: tập khổ đế) 3. élimination de l'attachement : Nirodha (Sanskrit: duḥkhanirodhāryasatya; Thai: นิโรธ; 滅諦 Cn: mìedì ; Jp: mettai; Vi: diệt khổ đế) 4. Voie menant hors de la souffrance : Magga (Sanskrit: duḥkhanirodhagāminī pratipad; Thai: มรรค; 道諦 Cn: dàodì ; Jp: dōtai; Vi: đạo đế) | - Pāli: cattāri ariya-saccāni - Sanskrit: चत्वारि आर्यसत्यानि catvāry āryasatyāni | - 四諦 - Cn: sìdì - Jp: shitai - Vi: tứ diệu đế         |

### R
| Définition | Étymologie                               | Traduction                                                        |
| --- | ---------------------------------------- | ----------------------------------------------------------------- |
| Rahula, le fils du bouddha historique. | - Sanskrit: Rahula                       | - Tib: Sgra gcan 'dzin - Cn: Luohouluo - Jp: Ragora               |
| Renaissance Le renouvellement de l'existence | - Pāli:Punabbhava                        | - 再生                                                            |
| La renonciation, une paramita ou perfection à atteindre. | - Sanskrit: naişkramya - Pali: nekkhamma | - Tib: nges 'byung - Cn: chuyaozhi - Jp: shutsuri                 |
| riddhipada, fondements des pouvoirs psychiques. | - Sanskrit: ṛddhipāda - Pali: iddhipada  | - Tib: rdzu 'phrul gyi rkang pa - Cn: si sehenzu - Jp: shijinsoku |
| Rinpoché, lit. "précieux", la renaissance d'un maître tibétain; voir aussi tulku | - Tibétain                               | 仁波切、上師 - Cn: rénpōqìe                                       |
| Rinzai école Zen enseignant l'illumination subite et l'étude des kōan ; voir aussi Linji | - Japonais: 臨済宗 Rinzai-shū            | 臨済宗 - Cn: Línjì-zōng - Vi: Lâm Tế tông                         |
| Rohatsu Jour traditionnellement honoré comme le jour du premier sermon du Bouddha. Le bouddha atteint l'illumination sous l'arbre de la bodhi ; célébré le 8 décembre ou le 8 du 12e mois du calendrier lunaire. | - Japonais: 臘八 Rōhatsu                 | 臘八節 - Cn: làbājíe                                              |
| Rōshi, lit. "enseignant", titre honorifique donné aux maîtres bouddhistes japonais | - Japonais 老師 rōshi                    | 老師 - Cn: lǎo shī (lit., vieux maître) - Vi: lão sư              |
| route de la soie, route qui a servi à faire connaître le bouddhisme, lors des premiers siècles de notre ère. | - Sanskrit:                              | - Tib: - Cn: Silu - Jp: Shiruku rodo                              |
| Rupa, un des cinq agrégats de l'ego: la forme. | - Sanskrit et pali: Rūpa                 | - Tib: gzugs - Cn: ze - Jp: shiki                                 |

- Haut – A
- B
- C
- D
- E
- F
- G
- H
- I
- J
- K
- L
- M
- N
- O
- P
- Q
- R
- S
- T
- U
- V
- W
- X
- Y
- Z

### S
| Définition | Étymologie                                        | Traduction |
| --- | ------------------------------------------------- | --- |
| Sadayatana, les six bases de la connaissance; le cinquième élément de la coproduction conditionnée: les cinq sens et le mental.                                              | - Sanskrit: ṣaḍāyatana - Pali: saḷāyatana         | - Tib: skye mched drug - Cn: liuchu - Jp: rokusho |
| samadhi a deux significations distinctes : (1) concentration, et (2) établissement dans l'éveil. En tant que méditation, il s'agit d'une perfection à atteindre ou paramita. | samādhi, en pāli et en sanskrit                   | 三昧 - Cn: sānmèi |
| samatha Tranquillité ; technique de méditation visant la concentration. Distincte de la méditation Vipassana.                                                                | - Pāli: samatha - Sanskrit: śamatha               | 止 - Cn: zhǐ ; utilisé en combinaison avec 觀 guān (vipassana) - Tib: Shiné (zhi gnas) |
| Saṃsāra Le cycle des renaissances, ou roue de la vie | - Pāli, Sanskrit: saṃsāra                         | 輪迴, 輪廻 - Cn: lúnhúi - Jp: rinne - Vi: luân hồi |
| Saṃskāra, la formation mentale de l'individu (voir skandha); et le deuxième maillon de la coproduction conditionnée.                                                         | - Sanskrit: Saṃskāra - Pali: sankhara             | - Tib: du byed - Cn: xing - Jp: gyo |
| samu Travail, conçu comme une part de la pratique du Zen. Travail désintéressé, au profit de la communauté.                                                                  | - Japonais: 作務                                  | - Cn: zùowù |
| samvrti Conventionnel, par opposition à absolu, vérité ou réalité ; voir aussi paramartha                                                                                    | - Sanskrit: saṃvrti                               | 俗 - Cn: sú |
| sangha La communauté bouddhiste | - Sanskrit: saṅgha                                | 僧, 僧侶 - Cn: sēnglǚ - Jp: sō, sōryō - Vi: tăng già |
| Sarnath, une ville, proche de Vârânasî, où Gautama Bouddha a donné son premier enseignement.                                                                                 | - Sanskrit:                                       | - Cn: |
| satipatthana, les fondations de l'attention; un exercice de méditation. | - Sanskrit: smŗtyupasthāna - Pali: satipatthana   | - Tib: dran pa nyer bzhag - Cn: nianchu - Jp: nenjo |
| satori Éveil, compréhension. Terme japonais pour l'illuminatiion. | - Japonais: 悟り satōri                           | 悟 - Cn: wù - Vi: ngộ |
| satya, la vérité; qui apparaît dans les Deux Vérités et les quatre nobles vérités.                                                                                           | - Sanskrit: satya - Pali: sacca                   | - Tib: bden pa - Cn: di - Jp: tai |
| sayadaw Maître de méditation birman |                                                   | |
| sensei enseignant ; Maître Zen | - Japonais: 先生                                  | 法師 - Cn: fǎshī, "maître du dharma" (enseignement), terme général ; autres termes : chánshī 禪師, "maître de dhyana" (méditation) ; lǜshī 律師, maître de vinaya (discipline monastique) ; |
| sesshin Retraite de méditation Zen dans laquelle les pratiquants méditent, mangent et travaillent ensemble pendant plusieurs jours                                           | - Japonais: 接心, 摂心                            | 接心 - Cn: jīexīn - Vi: tiếp tâm |
| shikantaza "Juste s'asseoir" est la principale méthode de méditation dans l'école Soto du Zen japonais                                                                       | - Japonais: 只管打座                              | - Cn: zhǐgǔandǎzùo |
| Shingon, nom d'une école bouddhiste au Japon. | - Sanskrit: - Pali:                               | - Tib: - Cn: - Jp: shingonshū |
| shramanera, un moine novice, qui, après un an ou à l'âge de 20 ans, pourra recevoir l'ordination, devenant bhikkhu.                                                          | - Sanskrit: śrāmaṇera - Pali: samanera            | 沙彌 / 沙彌尼 - Cn: shāmí (masc.) shāmíní (fem.) |
| shravaka, lit. écouteur; personne qui a entendu les enseignements du bouddha et les met en pratique.                                                                         | - Sanskrit: śravaka - Pali: savaka                | - Tib: nyan thos - Cn: shengwen - Jp: shomon |
| Shuddhodana, le père de Gautama Bouddha. | - Sanskrit: Ṥuddhodana - Pali: Suddhodana         | - Tib: Zas gtsang - Cn: Jingfan wang - Jp: Jobon o |
| shunyata Vacuité ; voir aussi Nagarjuna | - Pāli: suññatā - Sanskrit: śūnyatā               | 空 - Cn: kōng - Jp: kū - Vi: tính Không |
| siddhi, pouvoirs obtenus par la récitation de mantras, entre autres. | - Sanskrit: siddhi - Pali: iddhi                  | - Tib: dbgos grub - Cn: xidi - Jp: shijji |
| sīla "morale", "éthique": préceptes; une des paramitas. | - Pāli: sīla - Sanskrit: śīla                     | 戒 - Cn: jìe - Jp: kai - Vi: giới |
| Sōtō École du Zen enseignant shikantaza ; voir aussi Dogen | - Japonais: 曹洞宗 Sōtō-shū                       | 曹洞宗 - Cn: Caódòng-zōng - Vi: Tào Ðộng tông |
| Sparśa, le toucher ou contact, sixième élément de la coproduction conditionnée.                                                                                              | - Sanskrit: sparśa - Pali: phassa                 | - Tib: reg pa - Cn: chu - Jp: soku |
| Subhuti, un disciple du bouddha historique. | - Sanskrit et pali: Subhuti                       | - Tib: Rab 'byor - Cn: Xuputi - Jp: Shubodai |
| Sunyata, la vacuité. | - Sanskrit: śūnyatā - Pali:                       | - Tib: stong pa nyid - Cn: kong - Jp: ku |
| sūtra textes considérés comme la retranscription des paroles du Bouddha | - De √siv: coudre - Pāli: sutta - Sanskrit: sutra | 經, 経 - Cn: jīng - Jp: kyō - Vi: kinh |
| Sūtra Piṭaka La deuxième corbeille du Tipitaka : recueil de tous les enseignements du Bouddha                                                                                | - Pāli: Sutta-piṭaka - Sanskrit: Sūtra-piṭaka     | 經藏, 経蔵 - Cn: jīngzàng - Jp: kyōzō - Vi: Kinh tạng |

- Haut – A
- B
- C
- D
- E
- F
- G
- H
- I
- J
- K
- L
- M
- N
- O
- P
- Q
- R
- S
- T
- U
- V
- W
- X
- Y
- Z

### T
| Définition |                                            | |
| --- | ------------------------------------------ | --- |
| Tanha, soif, désir, avidité; une des quatre nobles vérités; qui cause la souffrance chez l'humain; un maillon de la coproduction conditionnée; un des trois poisons. | - Pāli: taṇhā - Sanskrit: tṛṣṇā            | 愛 - Cn: aì - Jp: ai - Vi: ái |
| tanto Dans le Zen, l'un des principaux meneurs d'une sesshin. Dans un monastère zen, le Tanto est la personne enseignant, aux moines et pratiquants laïcs, comment s'asseoir, marcher, se prosterner, et chanter | - Japonais 担当                            | |
| tantra, pratiques religieuses ésotériques, dont le yoga, les mantras… | - Sanskrit: tantra                         | 怛特羅、密宗 - Cn: dátèlúo - Vi: đát-đặc-la |
| Tathagata L'"Ainsi-Venu" ou "Ainsi-Allé" ; l'un des dix épithètes de Bouddha | - Sanskrit: tathāgata                      | 如来 - Cn: rú lái - Jp: nyorai - Vi: như lai |
| tathagatagarbha Nature de Bouddha, ou graine d'éveil | - Sanskrit: tathāgatagarbha                | 佛性 - Cn: fóxìng - Jp: busshō 仏性 - ou 覚性 - Cn: júexìng - Jp: kakushō - Vi: giác tính - ou 如来蔵 - Cn: rúláizàng - Jp: nyuoraizō - Vi: như lai tạng |
| Tathatā, l'ainséité, la réalité ultime. | - Sanskrit: tathatā                        | - Tib: de bzhin nyid - Cn: zhenru - Jp: shinnyo |
| teisho Enseignement par un maître Zen durant une sesshin. Plutôt qu'une explication ou que l'exposition d'un concept, l'intention d'un teisho est de démontrer la réalisation. | - Japonais: 提唱 teishō                    | |
| tenzo Dans le Zen, le cuisinier d'une sesshin. Dans les monastères zen, celui qui a la responsabilité des cuisines. | - Japonais : 典座 tenzo                    | 典座 - Cn: diǎnzùo - Vi: điển toạ |
| Terre Pure, une branche du bouddhisme mahayana. | - Pāli: - Sanskrit:                        | - Cn: jingtu - Jp: jodo |
| thangka, représentation tibétaine d'une divinité ou d'un être religieux. | - Sanskrit:                                | - Tib: thang ka - Cn: - Jp: |
| Theravāda, lit. "la voie des anciens", La branche la plus orthodoxe du bouddhisme | - Pāli: theravāda - Sanskrit: sthaviravāda | 上座部 - Cn: shàngzuòbù - Jp: jōzabu - Vi: Thượng toạ bộ                                                                                                 |
| Tiantai zong, école chinoise du courant mahayana importante en Extrême-Orient. | - Pāli: - Sanskrit:                        | - Jp: Tendaishu |
| Tipitaka Les "Trois Corbeilles"; canon contenant les textes sacrés du bouddhisme (Pāli) - Vinaya Pitaka (Pāli, Sanskrit: Vinaya-piṭaka; Tib: འདུལ་བའི་སྡེ་སྣོད་ `dul ba`i sde snod; 律藏, 律蔵 Cn: lǜzàng; Jp: Ritsuzō; Vi: Luật tạng) - Sūtra Piṭaka (Pāli: Sutta-piṭaka; Sanskrit: Sūtra-piṭaka; Tib: མདོ་སྡེའི་སྡེ་སྣོད་ mdo sde`i sde snod; 經藏, 経蔵 Cn: jīngzàng; Jp: Kyōzō; Vi: Kinh tạng) - Abhidhamma Pitaka (Pāli: Abhidhamma-piṭaka; Sanskrit: Abhidharma-piṭaka; Tib: མངོན་པའི་སྡེ་སྣོད་ mngon pa`i sde snod; 論藏, 論蔵 Cn: lùnzàng; Jp: Ronzō; Vi: Luận tạng) | - Pāli: Tipiṭaka - Sanskrit: Tripiṭaka     | - Thai: ไตรปิฎก Traipidok 三藏 - Cn: Sānzàng - Jp: Sanzō - Ko: Samjang - Vi: Tam tạng                                                                     |
| tong-len, une pratique méditative tibétaine. | - Pāli: - Sanskrit:                        | - Tib: btang-len - Cn: - Jp: |
| trikāya Les trois "corps" du Bouddha: - Dharmakāya (Sanskrit: dharmakāya; 法身 Cn: fǎshēn; Jp: hosshin; Vi: pháp thân) - Sambhogakāya (Sanskrit: saṃbhogakāya; 報身 Cn: bàoshēn; Jp: hōshin; Vi: báo thân) - Nirmāṇakāya (Sanskrit: nirmāṇakāya; 應身, 応身 Cn: yìngshēn; Jp: ōjin; Vi: ứng thân) | - Sanskrit: trikāya                        | 三身 - Cn: sānshén - Jp: sanjin - Vi: tam thân |
| Triloka, Les trois "mondes" : 1. Kamaloka ou Kamadhatu: le monde du désir (Sanskrit, Pāli: kāmaloka, kāmadhātu; Tibetan: འདོད་ཁམས་ `dod khams; 欲 界 Cn: yùjìe, Vi: dục giới) 2. Rupaloka ou Rupadhatu: le monde de la forme (Sanskrit: rūpaloka, rūpadhātu; Tibetan: གཟུགས་ཁམས་ gzugs khams; 色界 Cn: sèjìe; Vi: sắc giới) 3. Arupaloka ou Arupadhatu: le monde sans forme (Sanskrit: arūpaloka, arūpadhātu; Tibetan: གཟུགས་མེད་ཁམས་ gzugs med khams; 無色界 Cn: wúsèjìe, Vi: vô sắc giới) | - Sanskrit: triloka                        | - Pāli: tisso dhātuyo - Tibetan: khams gsum 三界 - Cn: sānjìe - Vi: tam giới                                                                             |
| Trois périodes - Trois ères qui suivent la mort du Bouddha historique : l'ère du vrai Dharma (正法 Cn: zhèngfǎ; Jp: shōbō), qui dure mille ans; l'ère du semblant de Dharma (像法 Cn: xiàngfǎ; Jp: zōhō), les 1000 années suivantes ; l'ère de la fin du Dharma (末法 Cn: mòfǎ; Jp: mappō), qui dure 10 000 ans. - Les trois périodes sont enseignées dans le Mahâyâna, en particulier dans le Tiantai (Tendai) et le Nichiren, qui considèrent que les enseignements bouddhiques sont valides dans leur période en raison des capacités à accepter un enseignement (機根 Cn: 'jīgēn; Jp: kikon) des personnes nées dans l'une des trois périodes. - Les trois périodes sont divisées en cinq périodes (五五百歳 Cn: wǔwǔbǎisùi'; Jp: go no gohyaku sai). - Les trois périodes et les cinq périodes sont décrites dans le sûtra de la Grande Assemblée (大集経 Cn: Dàjíjīng; Jp: Daishutu-kyō, Daijuku-kyō, Daijikkyō, or Daishukkyō). Elles apparaissent également dans d'autres sûtras qui ne s'accordent pas sur leur durée. |                                            | 三時 - Cn: sānshí - Jp: sanji - Vi: tam thời |
| Trois poisons Les trois causes de toute création de karma : 1. L'avidité (Pāli: taṇhā; Sanskrit: tṛṣṇā; 貪 Cn: tān; Jp: ton; Vi: ái) 2. La haine (Sanskrit: dveṣa; 瞋 Cn: chēn; Jp: jin; Vi: sân) 3. L'ignorance (Pāli: avijjā; Sanskrit: avidyā; Tib.: མ་རིག་པ་ ma rig-pa; 癡 Cn: chī; Jp: chi; Vi: vô minh) | - Sanskrit: trivisha                       | 三毒 - Cn: sāndú - Jp: sandoku - Vi: tam độc |
| Trois refuges, utilisé comme profession de foi par les bouddhistes; refuge dans le bouddha, le dharma et le samgha. | - Pāli: tisarana - Sanskrit: triśaraņa     | - Tib: skyabs gsum - Cn: sanguiyi - Jp: sankie |
| trsna, voir tanha |                                            | |
| tulku La réincarnation d'un maître tibétain | - Tibétain: trulkuསྤྲུལ་སྐུ་                    | - Sanskrit: nirmāṇa-kāya 化身 (se réfère parfois à toute réincarnation) ou terme chinois erroné 活佛 (húofó) - Cn: huàshēn - Jp: keshin - Vi: hoá thân   |

- Haut – A
- B
- C
- D
- E
- F
- G
- H
- I
- J
- K
- L
- M
- N
- O
- P
- Q
- R
- S
- T
- U
- V
- W
- X
- Y
- Z

### U
| Définition | Étymologie                                      | Traduction                                                                                                  |
| --- | ----------------------------------------------- | --- |
| Upadana, l'attachement, le neuvième lien dans la coproduction conditionnée | - Pāli, Sanskrit: upādāna                       | 取 - Cn: qǔ - Jp: shu - Vi: thủ                                                                             |
| upasaka Un bouddhiste laïc | - Sanskrit: upāsaka                             | 近事男、男居士 - Cn: jìnshìnán - Vi: cận sự nam                                                             |
| upasika Une laïque bouddhiste | - De upasaka - Sanskrit: upāsika                | 近事女、女居士 - Cn: jìnshìnǚ - Vi: cận sự nữ                                                               |
| upaya, moyen utilisé pour enseigner, pouvant ne pas correspondre à la réalité ultime. Le terme est d'abord utilisé comme critique contre d'autres écoles, puis il servit à prévenir contre l'attachement doctrinal. Aussi traduit par méthodes habiles, moyens habiles: upaya est alors le synonyme de upayakaushalya. Dans le Mahâyâna (voir Sūtra du Lotus), "expédients salvifiques" que les Bouddhas utilisent pour libérer des êtres. | - Sanskrit: upāya                               | 方便 - Cn: fāngbiàn - En: Skillful Means - Jp: hōben - Tib: thabs [mkhas], pron. thab khé - Vi: phương tiện |
| upayakaushalya, une perfection à atteindre: une paramita; qui peut se traduire par :moyens habiles, et, qui définit l'esprit pédagogique nécessaire aux bodhisattvas pour mener les fidèles à l'éveil. | - Sanskrit: upayakaushalia - Pali: upayakosalla | - Tib: thabs mkhas - Cn: fangbian shanqiao - Jp: hobenzengyo                                                |
| uposatha, jour mensuel spécial, où l'enseignement entre autres redouble. | - Sanskrit: uposadha - Pali: uposatha           | - Tib: gso sbyong - Cn: busa - Jp: fusatsu                                                                  |
| urna Marque sur le front des bodhisattvas | - Sanskrit: urna                                | 白毛相 - Cn: báimáoxiāng                                                                                    |

- Haut – A
- B
- C
- D
- E
- F
- G
- H
- I
- J
- K
- L
- M
- N
- O
- P
- Q
- R
- S
- T
- U
- V
- W
- X
- Y
- Z

### V
| Définition | Étymologie                                                                      | Traductions                                                                                           |
| --- | ------------------------------------------------------------------------------- | --- |
| vajrayāna, lit. "véhicule de diamant", l'une des trois plus importantes branches du bouddhisme, avec le Hīnayāna et le Mahāyāna                                                                      | - Sanskrit: vajrayāna                                                           | 金剛乘 - Cn: jīhgāngchéng - Vi: Kim cương thừa                                                        |
| vassa, jours de retraite pendant la saison des pluies. | - Sanskrit: varṣa - Pali: vassa                                                 | - Tib: dbyar gnas - Cn: anju - Jp: ango                                                               |
| Vedana, sensation ou sentiment sensoriel; un des maillons de la coproduction conditionnée et un des cinq agrégats de l'individu.                                                                     | - Sanskrit et pali: vedanā                                                      | - Tib: tshor ba - Cn: shou - Jp: ju                                                                   |
| vihara, le monastère. | - Sanskrit et pali: vihara                                                      | - Tib: gtsug lag khang - Cn: zhu - Jp: shoja                                                          |
| Vijnana, la conscience, notamment des sens, alors divisée en une palette de six concepts. | - Sanskrit: vijnana - Pali: vinnana                                             | - Tib: rnam par shes pa - Cn: shi - Jp: shiki                                                         |
| Vinaya Pitaka, lit. "corbeille de la discipline", La première corbeille du canon bouddhique Tipitaka, qui traite des règles de la vie monastique                                                     | - Pāli, Sanskrit: vinaya-piṭaka                                                 | 律藏 - Cn: lǜzàng - Jp: Ritsuzō - Vi: Luật tạng                                                       |
| vipassana souvent traduit vision intérieure, technique de méditation le plus souvent associée au theravada, mais présente dans les autres branches du bouddhisme. Distincte de la méditation samatha | - from vi-√dṛś: to see apart - Pāli: vipassanā - Sanskrit: vipaśyanā, vidarśanā | 觀, 観 - Cn: guān - Jp: kan - Vi: quán                                                                |
| virya, le courage, une perfection à atteindre, une paramita; un des sept facteurs de l'éveil. | - Sanskrit: virya - Pali: viriya                                                | - Tib: brtson - Cn: jinglin - Jp: shojin                                                              |
| Voie moyenne La pratique évitant les vues et modes de vie extrêmes |                                                                                 | - Pāli: majjhimāpaṭipadā - Sanskrit: madhyamāpratipad 中道 - Ch: zhōngdào - Jp: chūdō - Vi: trung đạo |

- Haut – A
- B
- C
- D
- E
- F
- G
- H
- I
- J
- K
- L
- M
- N
- O
- P
- Q
- R
- S
- T
- U
- V
- W
- X
- Y
- Z

### W
| Définition                                          | Étymologie          | Traductions        |
| --------------------------------------------------- | ------------------- | ------------------ |
| wat, complexe monastique en thaï, khmer et laotien. | - Pāli: - Sanskrit: | - Tib: - Cn: - Jp: |

### Y
| Définition | Étymologie                              | Traductions                                                  |
| --- | --------------------------------------- | ------------------------------------------------------------ |
| yâna, lit. véhicule, branche principales du bouddhisme. Il y a trois véhicules : le Hīnayāna, le Mahāyāna et le Vajrayāna. | - Sanskrit : yāna                       | - 乘                                                         |
| Yashodhara, l'épouse du bouddha historique.                                                                                | - Pāli: Yasodhara - Sanskrit: Yaṥodhara | - Tibétain: Grags 'dzin ma - Cn: Yeshutuoluo - Jp: Yashudata |
| yogachara, une des deux principales écoles du bouddhisme mahayana.                                                         | - Sanskrit : yogācāra                   | - Tib: rnal 'byor spyod pa - Cn: yuqiexing - Jp: yugagyoha   |

### Z
| Définition                                                          |                          |                                       |
| ------------------------------------------------------------------- | ------------------------ | ------------------------------------- |
| zazen Méditation assise pratiquée dans l'école zen                  | - Japonais: 坐禪         | 坐禪 - Cn: zuòchán - Vi: toạ thiền    |
| école Zen Branche japonaise du Mahayana                             | - Japonais: 禪宗 Zen-shu | 禪宗 - Ch: Chánzōng - Vi: Thiền tông  |
| zendo Hall de méditation dans lequel se pratique zazen (voire Dojo) | - Japonais: 禅堂         | 禅堂 - Cn: chántáng - Vi: thiền đường |

- Haut – A
- B
- C
- D
- E
- F
- G
- H
- I
- J
- K
- L
- M
- N
- O
- P
- Q
- R
- S
- T
- U
- V
- W
- X
- Y
- Z

#### Source
- (en) Robert E. Buswell Jr. et  Donald S. Lopez Jr., The Princeton Dictionary of Buddhism, Princeton (N.J.), Princeton University Press, 2013, 1304 p. (ISBN 978-0-691-15786-3, lire en ligne).

#### Autres ouvrages
- Philippe Cornu, Dictionnaire encyclopédique du bouddhisme [détail des éditions]
- Nyanatiloka, Vocabulaire pali-français des termes bouddhiques, Paris, Adyar, 2000 [1961], xviii + 336 p. (ISBN 978-2-850-00168-0) [Lire en ligne l'édition en anglais (page consultée le 13 janvier 2025)]
- Michel-Henri Dufour, Dictionnaire pali-français du bouddhisme originel, Éd. des trois monts, 2007 [1999], 351 p.  (ISBN 978-2-909-73523-8)